# Gastrotheca ernestoi
Gastrotheca ernestoi es una especie de anfibio anuro de la familia Hemiphractidae.

## Distribución geográfica
Esta especie es endémica del estado de Río de Janeiro en Brasil. Se encuentra en la serra dos Órgãos, la serra do Mar y la serra da Mantiqueira.

## Descripción
Gastrotheca ernestoi fue relevado de su sinonimia con Gastrotheca microdiscus por Caramaschi y Rodrigues en 2007 donde Duellman lo colocó en 1984.

## Etimología
Esta especie lleva el nombre en honor a Ernst Wilhelm Garbe (1853-1925).

## Publicación original
- Miranda-Ribeiro, 1920: As hylas coelonotas do Museu Paulista. Revista do Museu Paulista, vol. 12, p. 321-328[6]